# Juncus concinnus
Juncus concinnus är en tågväxtart som beskrevs av David Don. Juncus concinnus ingår i släktet tåg, och familjen tågväxter. Inga underarter finns listade i Catalogue of Life.